# Agrilus aureocoerulans
Agrilus aureocoerulans es una especie de insecto del género Agrilus, familia Buprestidae, orden Coleoptera.
Fue descrita científicamente por Obenberger, 1924.